# Přemysl I. Osvětimský
Přemysl I. Osvětimský zvaný Mladši (kolem 1365? – 1. ledna 1406) byl těšínský kníže, od 1404 spoluvládce na polovině Stínavy a Hlohova, od 1405 kníže v Tošku a Osvětimi.

## Život a vláda
Přemysl byl starším synem knížete Přemysla I. Nošáka a bytomské kněžny Alžběty. Jan Dluhoš ve své kronice nazval Přemysla mladším synem tohoto páru. To, že byl nejstarší syn, dokazují jiné zdroje, kde je Přemysl uveden vždy na prvním místě.
Přemysl zpočátku vždy vystupuje v dokumentech, které vystavoval jeho otec. Samostatným vládcem se stal 23. června 1404, kdy na základě ustanovení českého krále Václava IV. mladý kníže Přemysl I. získal poloviční podíl na Hlohovském knížectví, Stínavě a Hoře. Někteří historici však tuto listinu spojují s Přemyslem I. Nošákem.
V roce 1405, když zemřel bez potomků osvětimský kníže Jan III. (vládl od roku 1372), knížectví převzal Přemysl I. Nošák. Ještě v témže roce knížectví převzal jeho syn Přemysl I.

## Manželství
Přemysl I. byl ženat s neznámou kněžnou. Z manželství se narodil jediný doložený potomek – Kazimír Osvětimský.

## Smrt
Okolnosti smrti Přemysla I. nejsou zcela známy. Zemřel 1. ledna 1406. Kronikář Jan Dluhoš (polsky Jan Długosz) tuto smrt mylně datuje na 1. ledna 1400. O tom, že Přemysl I. žil ještě v letech 1400 až 1406 svědčí např. dokument z roku 1402, a taky skutečnost, že převzal Osvětimské knížectví v roce 1405.
Smrt (zavraždění) zastihla Přemysla I. na cestě z Gliwic do Těšína, a to poblíž města Rybnik, z "rukou" blíže neznámého Martina Chřana (polsky Marcin Chrzan). Skutek byl dokonán nejpravděpodobněji na objednávku knížete Jan II. Opavského řečeného Železný, který nechtěl dopustit vlády těšínských knížat nad Osvětimským knížectvím. Mezi těšínskými knížaty a Janem II. Železným se schylovalo k ozbrojenému konfliktu. Spor byl zažehnán až v roce 1407, mírovou dohodou, která byla uzavřena v Žorech.
| „                                                                                       | (vrah byl) na bronzovém koni (posazen), který měl uvnitř horké uhlí, byl vožen po všech ulicích a uličkách ve městě a kolem města Těšín a třem spolupachatelům bylo rozžhavenými kleštěmi trháno tělo na kousky, a nakonec jim byly vyrvány vnitřnosti. | “ |
| — Barvitý popis trestu, kterým byl stižen Martin Chrzan, z pera historika Jana Dluhoše. | |   |

Přemysl I. byl pochován v Těšíně, v nekropoli těšínských knížat, v kostele svaté Máří Magdalény.